# Ann Druyan

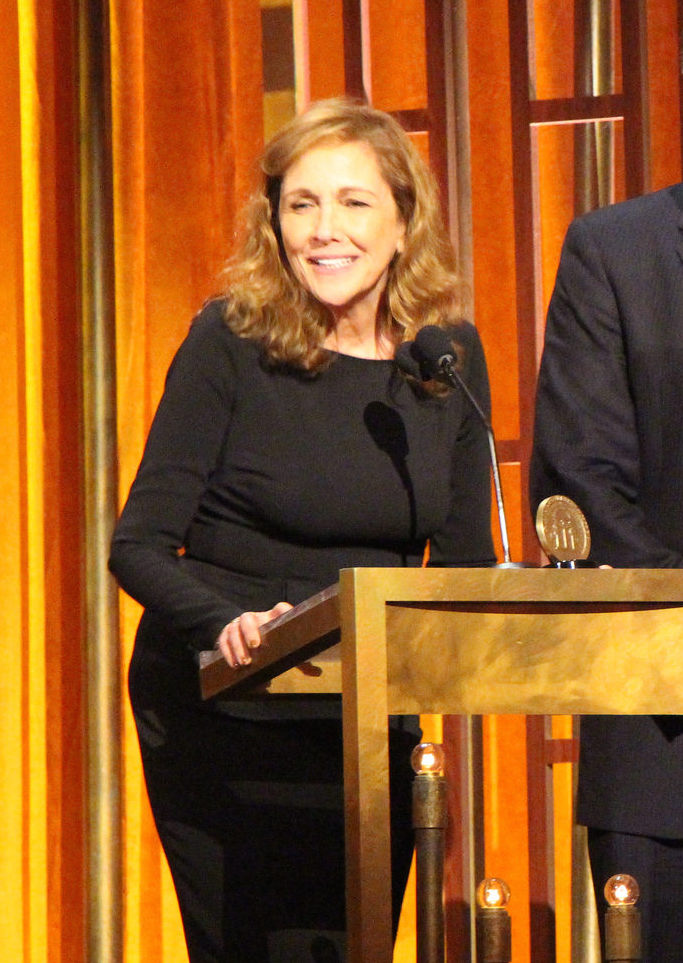
Ann Druyan tar emot Peabody Award för Cosmos: A Spacetime Odyssey.

Ann Druyan, född 13 juni 1949 i Queens i New York, är en Emmy Award-vinnande amerikansk författare och Peabody Award-vinnande TV-producent som specialiserat sig på kommunikation av vetenskap. Hon skrev PBS dokumentärserien Cosmos, som vetenskapsmannen Carl Sagan var programledare för, som hon sen gifte sig med 1981. Hon är skapare, producent och författare av uppföljaren Cosmos: A Spacetime Odyssey från 2013.
Asteroiden 4970 Druyan är uppkallad efter henne.